# ورپشت (تیران و کرون)
ورپشت (تیران و کرون)، روستایی از توابع بخش مرکزی شهرستان تیران و کرون در استان اصفهان ایران است. این روستا در دهستان ورپشت قرار دارد و براساس سرشماری مرکز آمار ایران در سال ۱۳۸۵، جمعیت آن در حدود ۴۰۰۰ نفر بوده‌است.